# Дъг Олдрич
Дъг Олдрич (на английски: Doug Aldrich) е американски роккитарист. Роден е на 19 февруари 1964 г. в град Роли, щата Северна Каролина. Свирил е с Рони Джеймс Дио. От 2003 г. е член на групата „Уайтснейк“.